# Paratrechina guatemalensis
Paratrechina guatemalensis är en myrart som först beskrevs av Auguste-Henri Forel 1885.  Paratrechina guatemalensis ingår i släktet Paratrechina och familjen myror.

## Underarter
Arten delas in i följande underarter:
- P. g. cocoensis
- P. g. guatemalensis
- P. g. itinerans

## Bildgalleri

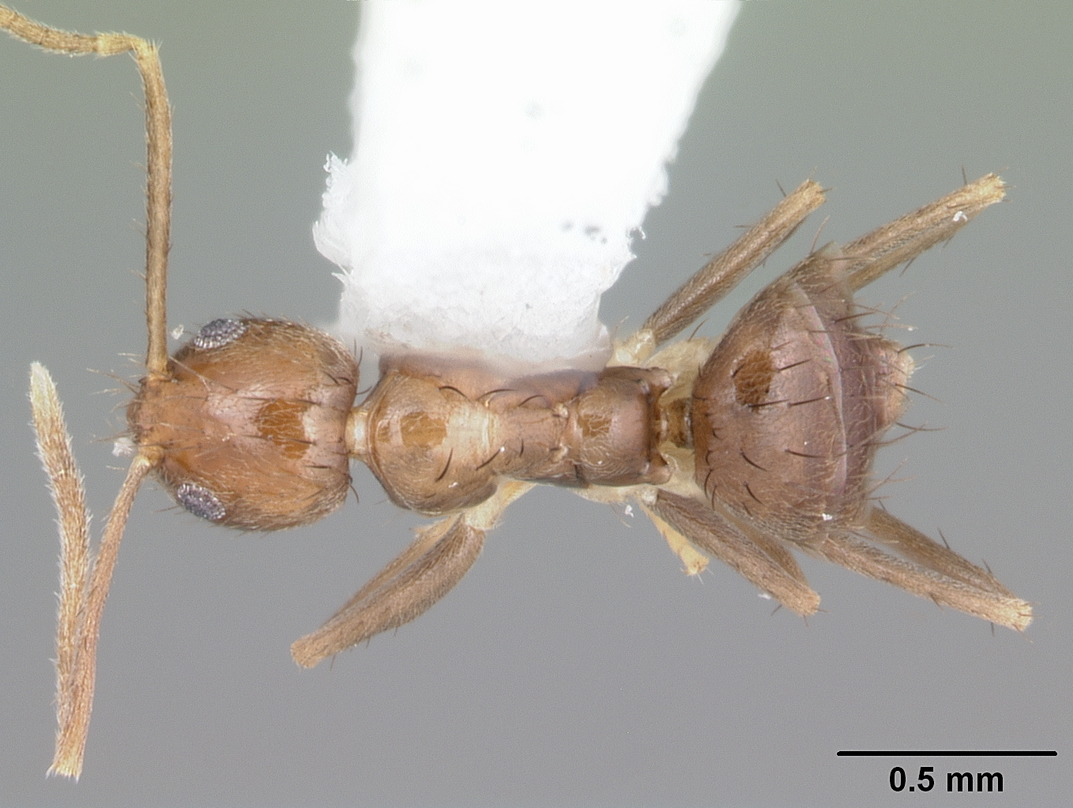
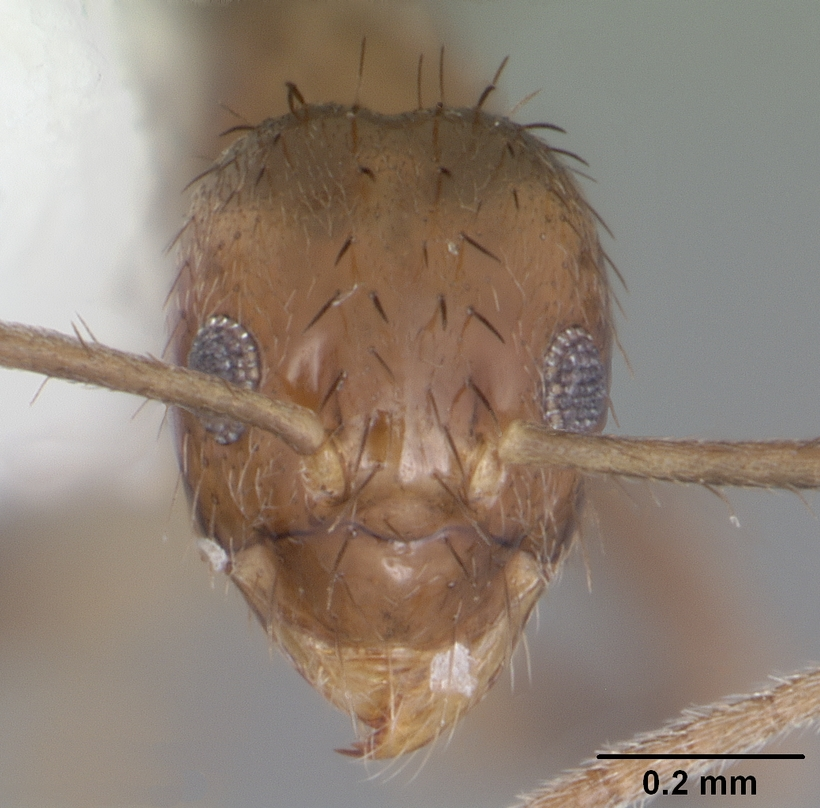
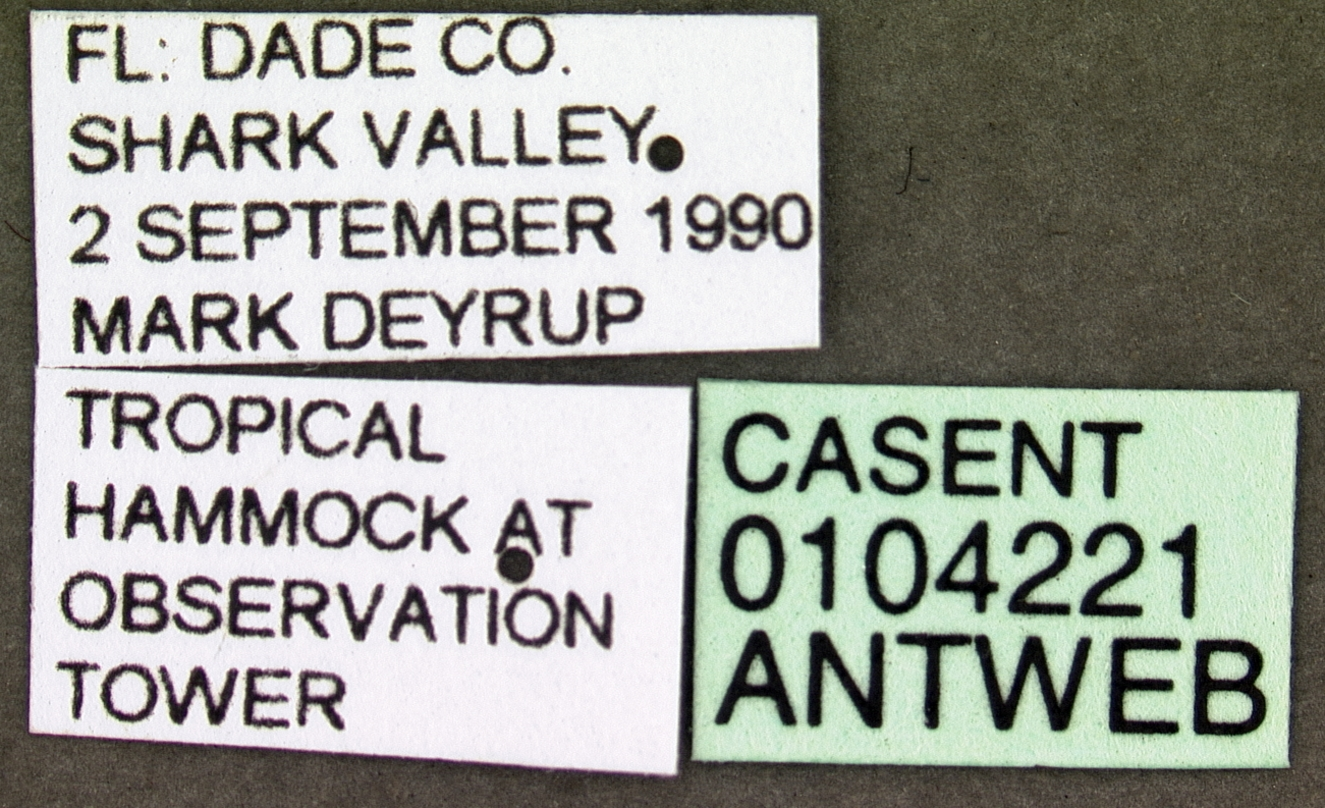
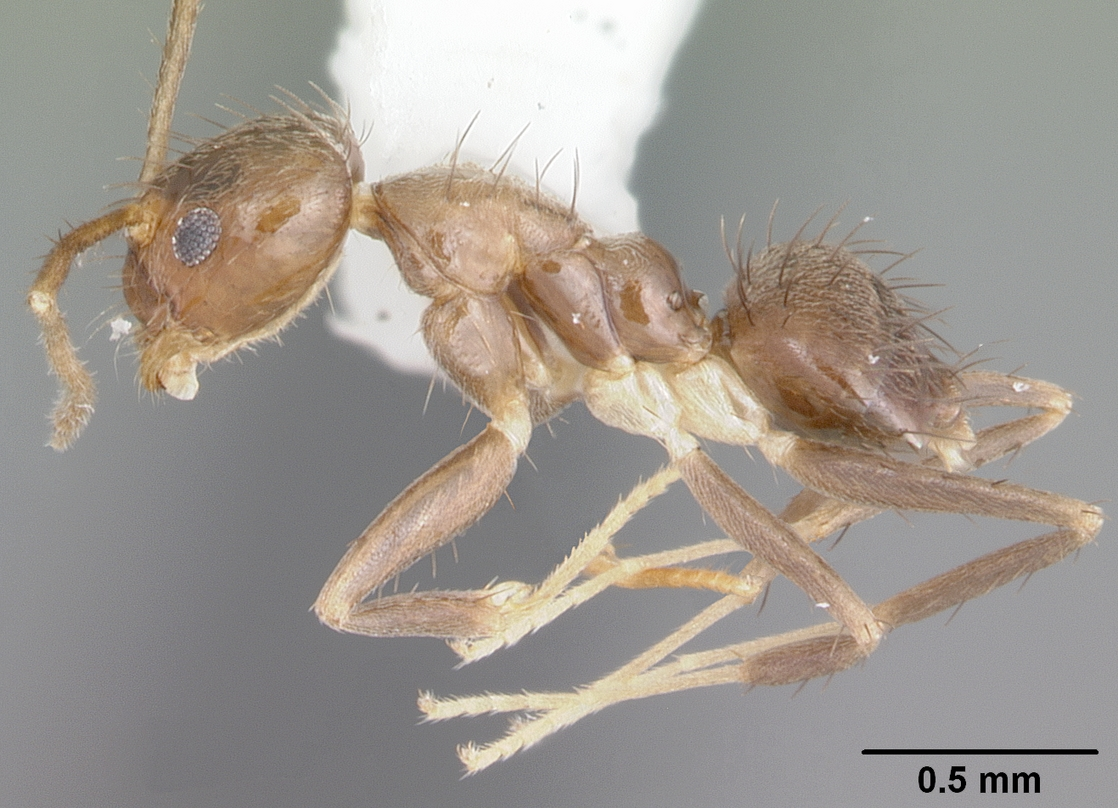
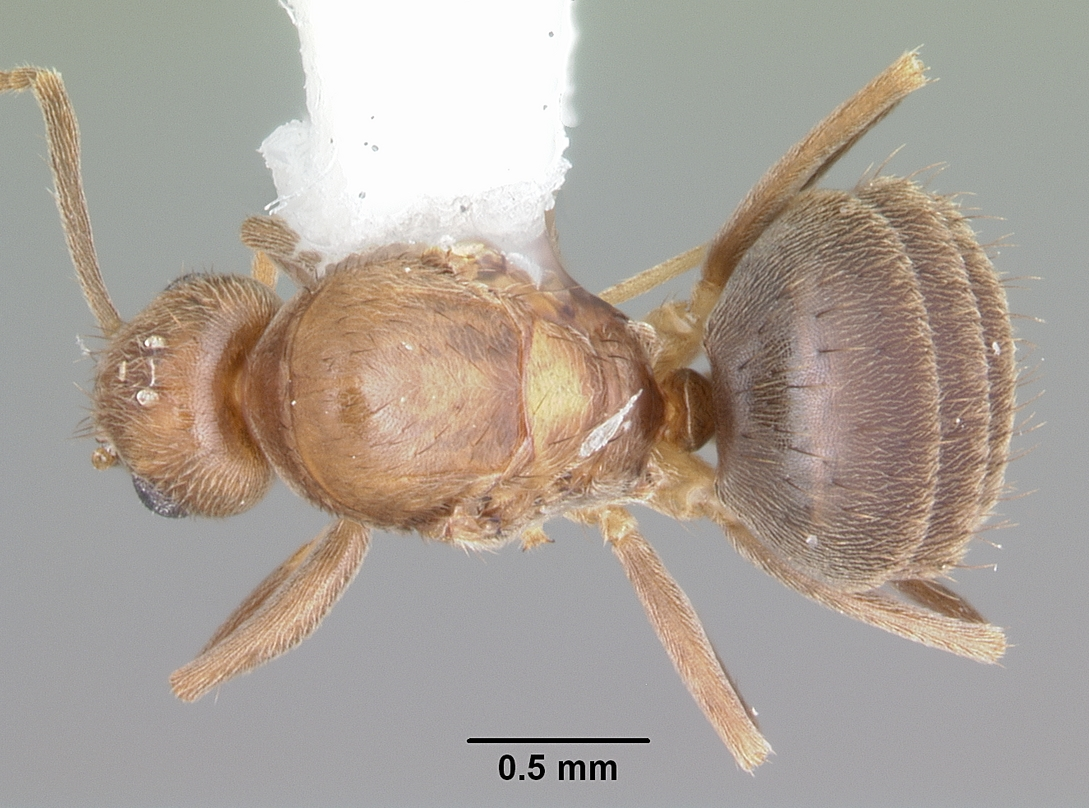
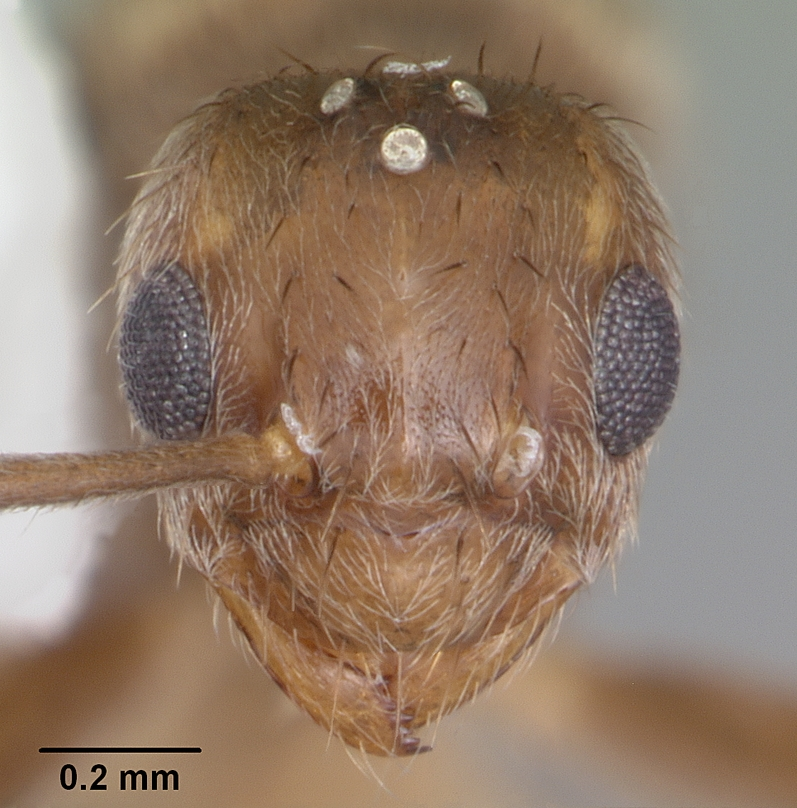